# Akira Kadži
Akira Kadži (* 13. ledna 1980) je japonský fotbalista.

## Reprezentační kariéra
Akira Kadži odehrál 64 reprezentačních utkání. S japonskou reprezentací se zúčastnil Mistrovství světa 2006.

## Statistiky
| Japonsko | Japonsko | Japonsko |
| Roky     | Záp.     | Góly     |
| -------- | -------- | -------- |
| 2003     | 1        | 0        |
| 2004     | 20       | 0        |
| 2005     | 14       | 1        |
| 2006     | 14       | 0        |
| 2007     | 11       | 1        |
| 2008     | 4        | 0        |
| Celkem   | 64       | 2        |